# Sköldborg
Sköldborg var en stridstaktik som användes av bland andra vikingarna. Det innebar att krigarna stod sida vid sida med sköldarna överlappande framför sig
Sköldborgen kunde även vara en offensiv taktik då man bildade en svinfylking. Den var formad som en kil, med de starkaste vikingarna längst fram, som skulle springa in i fiendelinjerna och försöka komma igenom och anfalla bakifrån.